# Völkersen
Die Ortschaft Völkersen liegt etwa 30 km südöstlich von Bremen und hat zurzeit etwa 1500 Einwohner. Das Dorf gehört zum Flecken Langwedel.

## Geschichte
Völkersen wurde erstmals 935 n. Chr. urkundlich unter dem Namen Fokarsha erwähnt. Das Gebiet um Völkersen wurde aber schon lange vorher besiedelt. Archäologische Funde aus Großstein- und Hügelgräbern am alten Stader Heerweg, wie das Großsteingrab Völkersen, deuten auf eine Erstbesiedlung während der Jungsteinzeit (4000–1650 v. Chr.) hin. Ein Megalithgrab ist auch auf dem Gemeindewappen.
Am 1. Juli 1972 wurde Völkersen bei der Gebietsreform in den Flecken Langwedel eingegliedert.

## Landschaft
Die Landschaft ist sehr abwechslungsreich und besteht überwiegend aus Geest-, Moor- und Marschland. Sie grenzt im Osten mit dem Spanger Forst an die zur Achim-Verdener Geest gehörende Lintelner Geest, im Norden an das zur Wümmeniederung gehörende Hellweger Moor, im Westen an den Daverdener Bruch und im Süden bzw. Südwesten an die Langwedeler Hollen, ein ehemaliges Moor- und Bruchgelände.

## Wirtschaft
War das Dorf vor dem Zweiten Weltkrieg fast ausschließlich landwirtschaftlich geprägt, gibt es heute nur noch wenige Landwirte im Ort.
2023 wurde der Windpark Völkersen in Betrieb genommen.

## Verkehr
Verkehrstechnisch liegt Völkersen an der Landstraße Verden–Ottersberg. Überregional erreicht man die Ortschaft über die Autobahn A1 (Hansalinie – Abfahrt Posthausen) oder über die A27 (Abfahrt Langwedel), danach 10 km Richtung Verden oder über die Autobahn A27 (Abfahrt Verden-Nord) über die B 215 Richtung Rotenburg/Wümme.

## Vereine in Völkersen
- Schützenverein Völkersen
- TSV Völkersen
- TC Völkersen
- Theaterverein Völk'ser Platt

## Trivia
Die Ahnen des US-amerikanischen Schauspielers und Sängers David Hasselhoff stammen angeblich aus Völkersen. Laut Jürgen Udolph, Namenforscher der Universität Leipzig, lassen sich seine Wurzeln dort bis ins 16. Jahrhundert zurückverfolgen. Meta Hasselhoff, die Ur-Ur-Großmutter des Künstlers, siedelte 1865 mit ihrer Familie von Bremen nach Baltimore in die Vereinigten Staaten über. Das belegen Einträge in der Passagierliste eines Schiffes. Der Bauernhof der Familie in Völkersen lag offenbar in der Nähe eines Haselnussstrauches – so sei der ungewöhnliche Name „Hasselhoff“ zu erklären.

## Persönlichkeiten
- Arnold Bodensen (?–1503), Philosoph, Theologe und Rektor der Universität Rostock
- Andreas Mattfeldt, MdB, CDU